# Casa da Música
Casa de Música is een groot concertgebouw in de Portugese stad Porto. Het werd ontworpen door de Nederlandse architect Rem Koolhaas van OMA en biedt plaats aan een publiek van 1.238 mensen.
Het gebouw had eigenlijk opgeleverd moeten worden in 2001, omdat Porto toen de culturele hoofdstad van Europa was. De bouw liep echter nog vier jaar uit. Het openingsconcert vond plaats op 14 april 2005, en een dag later werd het gebouw officieel geopend door de Portugese president. Ook de premier en andere politici waren bij deze opening aanwezig.
Het Casa da Música biedt onderdak aan drie orkesten: Orquestro Nacional do Porto, Orquesta Barocca en Remix Ensemble.

## Bouw
Casa da Música bevindt zich aan een van de belangrijkste verkeersknooppunten van de stad, Praça Mouzinho de Albuquerque, ook bekend als Rotunda de Boavista. Op deze plaats bevond zich eerder een tramremise. De bouw nam meer dan vier jaar in beslag, mede doordat de ongebruikelijke vorm van het gebouw de betrokken ingenieurs noodzaakte oplossingen te vinden voor niet eerder vertoonde problemen. De bouw heeft meer dan 100 miljoen euro gekost.

## Ontvangst
Het gebouw wordt wereldwijd door velen geprezen. Nicolai Ouroussof, architectuurrecensent van de New York Times, omschreef het gebouw als "het meest aantrekkelijke project dat Rem Koolhaas ooit heeft gerealiseerd" en "een gebouw waarvan de intellectuele ijver wordt geëvenaard door haar sensuele schoonheid". Hij omschrijft het gebouw verder als een van de belangrijkste concertgebouwen van de afgelopen 100 jaar, en vergelijkt het met de Walt Disney Concert Hall in Los Angeles en de Berliner Philharmonie in Berlijn.

## Faciliteiten
Casa da Música heeft twee hoofdzalen en een aantal kleinere ruimtes.
- De grote zaal, ook auditorium genoemd, heeft een capaciteit van ongeveer 1.238 personen, een aantal dat kan verschillen bij bepaalde gelegenheden. De stoelen zijn ontworpen door Maarten Van Severen.
- De kleine zaal biedt ruimte aan 300 zitplaatsen of 650 staanplaatsen, een aantal dat wisselt met de inrichting van het podium, plaatsing van luidsprekers, et cetera.
- Het restaurant boven in het gebouw had oorspronkelijk een capaciteit van 250 mensen, wat later is teruggebracht naar 150.

## Galerij

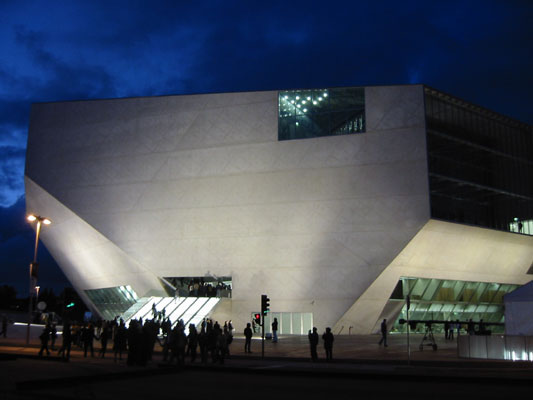
Casa da Música tijdens de opening
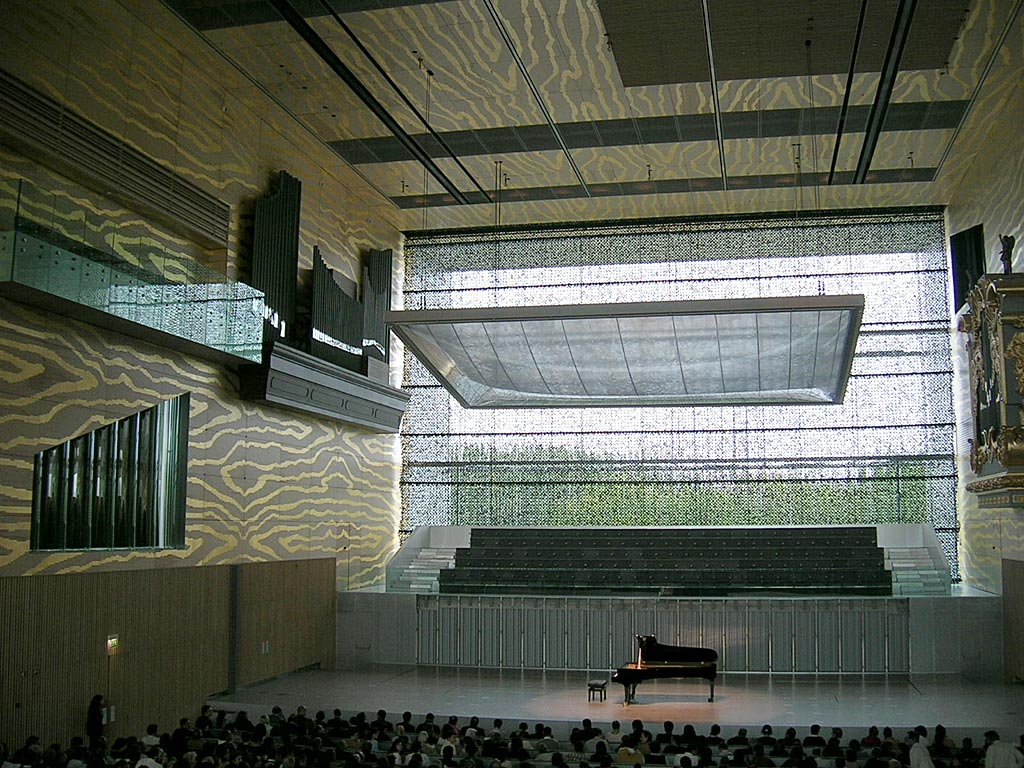
Interieur van de grote zaal
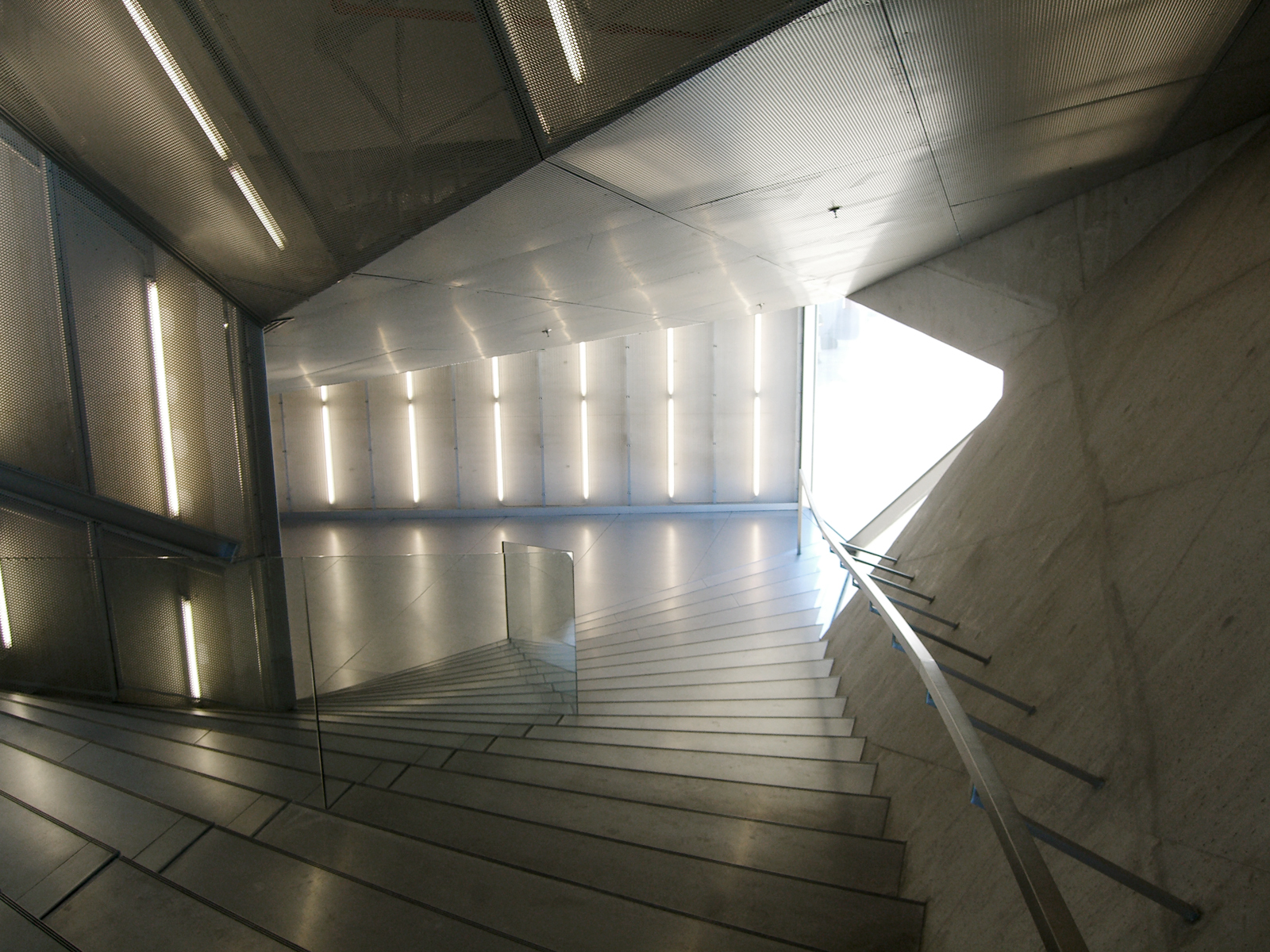
Het trappenhuis